# Vomperbachstraße
De Vomperbachstraße (L389) is een 1,55 kilometer lange Landesstraße (lokale weg) in het district Schwaz in de Oostenrijkse deelstaat Tirol. De weg is een zijweg van de Tiroler Straße (B171) en begint in Pill (556 m.ü.A.). De weg verloopt vervolgens langs de Vomper Bach door het dorpje Vomperbach (564 m.ü.A., gemeente Terfens), waar de weg op de Vomper Straße (L222) aansluit. Het beheer van de Vomperbachstraße valt onder de Straßenmeisterei Vomp.
In de deelstaatswet van 12 november 1997 is het straatverloop van de Vomper Straße officieel vastgelegd als Pill (B 171 Tiroler Straße) – Terfens/Vomperbach (L 222 Vomper Straße).